# Friedrich von Wickede
Friedrich von Wickede   (Dömitz, 28 de juliol de 1834 - Schwerin, 9 de setembre de 1904) fou un compositor alemany.
En la seva joventut fou militar i el 1867 ingressà en el cos de Correus i des de 1872 es dedicà exclusivament a la composició i va viure successivament, a Leipzig, Hamburg, Mannheim, Múnic i Schwerin ciutat en la que morí.
Es donà conèixer com a autor de lieder i peces per a piano, així com per l'òpera Ingo, l'obertura Per aspera et aspra i per una marxa fúnebre dedicada a l'emperador Guillem I de Prússia.